# ナズリ・トルガ
ナズリ・トルガ（アンカラ、1979年11月8日 - ）は、トルコとオランダのテレビ司会者およびジャーナリスト。

## バイオグラフィー
1998年8月31日にカナルDでジャーナリストとしてのキャリアを開始した後、2003年にマルマラ大学をジャーナリズムで卒業し、カナルD （1998-2002）、Show TV（2002-2003）、Skytürkのニュース番組を主催した。 （2003-2007）およびFOX （2007年9月3日から2013年6月14日まで）。彼女は2011年と2012年に最高のトルコ人ホストに選ばれ、2013年に最も成功したトルコ人ホストに選ばれた。 

## 私生活
彼女は2013年に、聖霊教会でオランダのビジネスマン、ローレンスブレニンクマイヤーと結婚した。
ブラジルに滞在した後（2013年）、現在（2017年）ロンドンに住んでいる。 
彼はトルコ語、ポルトガル語、オランダ語、英語を話す。彼には姉と娘がいる。 

## 実施されたテレビ番組
- Kanal D Gece Haberleri （1998-2002年のKanalD）、
- Nazlı Tolga ile Haber Masası（2004年から2007年9月のスカイターク）、
- Show Haber （2002-2003）、
- FOX ON Ana Haber （2008-2010）、
- Nazlı Tolga ile Fox Ana Haberー（2007年9月-2013年6月14日）